# Nestor Jevtic
Nestor Jevtic (nacido el 25 de marzo de 1983 en Belgrado, Serbia) es un entrenador de fútbol serbio-inglés. Actualmente dirige a Göztepe SK de la Superliga de Turquía.
Fue hasta abril de 2008 el segundo entrenador del Schalke 04. En verano de 2006 recaló en Gelsenkirchen para firmar por el Schalke 04 como asistente con tan sólo 23 años de edad, acompañado por su hermano Nikon Jevtic, una joven promesa futbolística.
Nestor Jevtic , tiene muchos seguidores en internet, medio en el que muestra sus vídeos de filigranas y clases tácticas balompédicas. 
En 2008 con 24 años, continuaba siendo el segundo entrenador más joven de Alemania. Su trabajo también es el de ejercer de profesor de técnica, faceta en la que es todo un especialista: aleccionando a figuras de la plantilla como Kuranyi o Asamoah. Su jefe Mirko Slomka le encarga la tarea de elaboración de estrategias y versionar sistemas.
Dirigió al Schalke en partido oficial de la Champions League el 28 de noviembre de 2007 en la visita a Valencia, porque Mirko Slomka estaba sancionado al ser expulsado en último partido de Copa de la UEFA 2006-07 ante el AS Nancy.
Nestor Jevtic habla alemán, inglés, serbio y castellano. A los 18 años ya trabajó como entrenador de técnica en el West Ham (2001-02); en 2002 también realizó un stage en la Juventus de Marcello Lippi e inició su etapa en el Austria de Viena. En 2004, formó parte del cuerpo técnico de las categorías inferiores del Valencia, y en 2006, pasó a la Bundesliga.
- Datos: Q6041175